# South Park : Post Covid : Le Retour du Covid
Ne doit pas être confondu avec South Park: Post Covid.
South Park : Post Covid : Le Retour du Covid (South Park: Post Covid: The Return of Covid, également appelé South Park: Post Covid, Part. 2 ou South Park: Post Covid 2) est un téléfilm et à la fois épisode faisant partie de la saison 24 de South Park diffusé exclusivement à la suite d'un contrat de 900 000 000 $ entre les créateurs de la série Trey Parker et Matt Stone et Paramount+ faisant partie d'un double-épisode.
Il est le 310ème épisode de la série au total et le quatrième et dernier épisode de la saison 24.
Cet épisode/téléfilm est le 2ème téléfilm parmi les 14 que South Park produira pour ViacomCBS.
Le teaser a été dévoilé le 8 décembre 2021.

## Synopsis
Stan, Kyle et Cartman cherchent à retravailler ensemble pour remonter dans le temps et réaliser le vœu de Kenny. Ce voyage dans le temps semble être la meilleure solution jusqu'à leur rencontre avec Victor Chaos anciennement appelé... Butters Stotch.

## Résumé détaillé[6]
Stan revient au début de la pandémie 40 ans en arrière. À l'école de South Park, il joue au foot avec Kyle jusqu'au moment où Cartman et Kenny s'approchent d'eux et leur expliquent qu'Heather Williams a flatulé pendant le cours d'EPS. Ils ont pu photographier, et cela, en sachant que sa mère travaille aux Coors, le deuxième plus grand sponsor du Pepsi Center. Ils peuvent la faire chanter pour obtenir des places à un match des Nuggets de Denver. Au retour en classe, Mme Nelson explique aux enfants que l'école va fermer en raison d'un "petit virus". Stan se souvient ensuite avoir regardé des rapports sur le Covid-19, le mariage de ses parents s'effondrant en quarantaine (le fameux confinement). Un anniversaire à distance, il est avec ses amis mais son écran les sépare. Ensuite son amitié se rompt, brûler la plantation Tégrité et assister aux funérailles de sa sœur Shelley.
De retour dans le futur, un reportage explique que Kenny McCormickron est le nom du coronavirus et que la ville de South Park sera en quarantaine pendant encore 30 ans de conséquence. Randy se cache des autorités de la maison de retraite et entre dans le Denny's Applebee's Max et explique qu'il a la dernière pousse d'herbe Tégrité. Il doit l'amener hors de la ville pour qu'elle puisse être reproduite et élevée. Lorsque 2 infirmières de la maison de retraite le trouvent, il essaie d'attirer l'attention des autres et se retrouve sauvé par Token qui utilise les arts martiaux pour les vaincre toutes les deux. Randy est amené au laboratoire de Kenny pour les aider à découvrir quand il a couché avec le pangolin. Il préfère se concentrer sur la reproduction de la mauvaise herbe et l'aide à pousser davantage et insiste sur le fait que l'empêcher d'avoir des relations sexuelles avec le pangolin est stupide et qu'ils ne peuvent pas changer le passé. Mais qu'ils peuvent seulement changer la façon dont les gens pensent. Wendy prend contact par radio avec une source extérieure et demande une assistance électrique, mais ils acceptent de fournir de l'aide seulement si tout le monde est vacciné. Clyde reste fidèle à ses idées et refuse de se faire vacciner. Il affirme même qu'un expert lui a dit qu'un jour le vaccin lui ferait pousser des seins sur la tête.
Wendy explique que tous les transformateurs du laboratoire ont été grillés depuis la tentative de Kenny, et que les codes pour faire fonctionner les machines sont derrière un pare-feu qui nécessite un scan vocal en personne par Kenny ou Victor Chaos. Les ions négatifs du voyage dans le temps ne peuvent être équilibrés que par une feuille d'aluminium, qui malheureusement pour eux n'est pas disponible. Tweek et Craig se portent volontaires pour trouver le fleuret.
Tandis que Stan et Kyle prennent les devants pour localiser Chaos. Ils sont avertis par le gardien de l'asile que Victor Chaos est dangereux et explique que des vies ont été détruites par le comportement de Chaos depuis qu'il est resté cloué au sol dans sa chambre pendant 16 ans alors que ses parents ne sont jamais revenus d'un film. En entrant dans la cellule, ils réalisent que Victor Chaos n'est autre que... Butters Stotch ! Maintenant, en s'identifiant comme « Vic », il dit qu'il peut les aider à se faire de l'argent et que ce n'est pas la première fois qu'il le fait. Notamment en s'investissant dans les expériences de Kenny en lui donnant du capital avant de livrer un argumentaire de vente pour les jetons non fongibles (Non-Fungible Tokens en VO ou NFT) après avoir reçu un morceau de papier. Après cela, Stan et Kyle sont escortés hors de l'établissement. Mais Vic utilise le papier pour s'échapper en convainquant un garde d'investir dans un NFT.
À l'église de South Park, le père Scott Malkinson prie pour être guidé pendant la quarantaine lorsque Cartman y retourne avec sa famille. Désespéré d'arrêter le voyage dans le temps et demandant à Scott d'aider à protéger sa famille, promettant d'arrêter Kyle. Il lance la Foundation Against Time Travel mais n'attire que quelques adeptes dont Kevin, qui pensait à tort qu'il s'agissait d'une convention Doctor Who. Alors que sa famille se cache dans le grenier de l'église, Tweek et Craig arrivent à la recherche de papier d'aluminium. Scott gâche le plan de Cartman au début, mais l'ancien indésirable prend ensuite le contrôle et les attire avec une impression avant de les assommer tous les deux et de les suspendre au plafond. Cartman approche même Clyde pour obtenir de l'aide, lui assurant qu'il a le droit de se poser des questions renforçant la solidarité avec lui dans leur opposition à la science jusqu'à ce que Clyde révèle que les autres recherchent Vic, qui continue de semer le chaos dans toute la ville.
Ike, lui, attend un vol pour South Park pour fêter le Boxing Day avec sa famille, sauf qu'un traducteur canadien lui explique qu'à cause de la pandémie, il n'y a plus de vols. De retour à la maison, Cartman confronte Vic à la maison de retraite. Il arrive à convaincre ce dernier de l'aider et le frappera s'il refuse de coopérer.
Kyle et Stan s'arrêtent au Skeeter's Wine Bar Plus, ayant renoncé à trouver Vic, lorsqu'ils reçoivent un appel de Wendy, qui mentionne que Vic est arrivé et a aidé grâce à Cartman qui demande à parler à Kyle. Kyle avertir Cartman sur Vic mais son ancien ennemi refuse de l'écouter. Cartman autorise même Butters/Victor à faire sa publicité. Stan et Kyle sont ralentis pour rentrer chez eux alors que leur deux Alexas ont parlé et Stan explique comment la calmer.
Quand ils retournent au laboratoire, l'équipement a disparu. Tout le monde a investi dans les NFT et est convaincu qu'il s'agit d'un bon investissement, y compris Randy, dont l'équipement et la mauvaise herbe ont également été prélevés. Wendy révèle que Kenny ne revenait pas au début de la pandémie car dans tous les calculs de toutes les chronologies possibles, Randy aura un rapport avec le pangolin. Ne volant l'herbe de Randy que parce qu'elle était disponible, mais que Kenny avait l'intention de retourner à la première journée de disponibilité du vaccin. Stan retourne parler à son père, qui lui donne la dernière herbe Tégrité, en lui disant qu'ils ne pourront pas changer l'avenir.
À l'église, Cartman a remonté tout l'équipement du laboratoire afin qu'ils puissent renvoyer Clyde dans le passé pour qu'il puisse tuer Kyle afin de préserver la chronologie, le blâmant pour les efforts de voyage dans le temps. Cependant Kevin souligne que leur acronyme est FATT, il suggère de changer le nom en Foundation for Intercede Time Travel (qui fait maintenant FITT). Alors qu'ils préparent Clyde pour le processus de voyage dans le temps et que Cartman remercie tous ses partisans, Stan et Kyle arrivent dans l'église. Vic va les arrêter, mais les deux anciens meilleurs amis d'enfance envoient leurs Alexas sur Vic pour l'inscrire à l'adhésion à Amazon Prime.
Cartman refuse de laisser Kyle l'empêcher de remonter le temps, se demandant ce qu'une « vraie personne juive » ferait pour sa famille, soulignant que Kyle n'en a pas. Ils s'engagent dans une bagarre comme au bon vieux temps qui ne s'arrête que lorsque Yentl exprime son incrédulité, déclarant qu'elle refuse de se cacher et que le voir se battre avec Kyle n'est pas le Cartman qu'elle connaît et aime depuis 18 ans. Celui qui est "prévenant et gentil", expliquant qu'il a changé depuis qu'il a revu ses amis et qu'il est revenu à South Park. Elle l'exhorte à laisser les choses au hasard, expliquant qu'ils doivent faire confiance à Dieu. Elle exprime la foi que Dieu verra sa famille à travers la crise et accepte de soutenir Kyle. Hackelm (le plus jeune fils de Cartman et Yentl) trouve son chemin vers le levier qui déclenche la séquence et envoie Clyde dans le passé.
En mars 2021, lors du Spécial Vaccination, le futur Clyde se présente et retourne chez ses parents. Il y rencontre son "lui du passé" et demande si leur père garde toujours l'arme dans le placard et dit à son "lui enfant" de ne pas se faire vacciner car ça fait pousser des seins sur la tête, en se comparant à un expert. Au moment où l'amitié des 4 personnages principaux prend fin, Clyde apparaît armé d'une arme à feu dans l'intention de tuer Kyle (enfant). Sauf que les Stan, Kyle et Cartman adultes interviennent et menacent de le vacciner, insistant sur le fait que le plan a changé. Stan et Kyle adultes conseillent à Stan, Kyle, Cartman et Kenny enfants de rester amis. Mais le futur Cartman tire et tue Clyde.
Les trois garçons sont frustrés que leurs efforts pour sauver Kyle n'aient pas changé la chronologie. Ils se rendent compte que tout le monde s'est séparé pendant la pandémie et qu'ils avaient besoin d'apprendre à se relâcher et à avoir une révélation. Les futurs garçons rendent ensuite visite à la fameuse Heather Williams dans le passé et la font chanter avec la photo de son pet. Un hélicoptère de marque Coors réunit Cartman, Stan, Kyle et Kenny pour un match des Nuggets de Denver, événement qui les amène à s'excuser les uns envers les autres. Le Stan adulte laisse le bourgeon de marijuana du futur en cadeau au Randy du passé, qui le produit ensuite en masse, s'excusant et se réconciliant avec sa mère Sharon. Randy et Sharon commencent à distribuer gratuitement la nouvelle édition spécial de cannabis de Tégrité dans toute la ville : la Post-Covid. Ce qui amène les gens à se réconcilier et à se pardonner dans la ville, le distribuant de la même manière que la vaccination et évitant la sortie de Space Jam 2.
Dans la nouvelle chronologie future, Ike se rend à une fête de Noël chez Denny's Applebee's Max juste au moment où Stan revient d'une mission sur Mars avec la Space Force, accueilli par Kyle, les enfants de Kyle ainsi que Sharon et Shelley toujours en vie cette fois. Kenny revient, bien vivant cette fois également, après avoir reçu le prix Nobel pour avoir combiné la matière noire et les implants mammaires, et tout le monde aime regarder l'émission de comédie de Jimmy politiquement incorrecte cette fois-ci. Wendy revient de l'université Havard, promettant de passer à nouveau le Nouvel An avec Stan. Butters n'est plus un NFT et travaille chez Denny's Applebee's Max et vient d'être promu manager. Kyle quant à lui attire l'attention de Cartman, qui n'a plus sa famille de rêve, il est devenu sans-abri de l'autre côté de la rue en criant des insultes, n'ayant jamais rien fait de sa vie dans cette chronologie. Butters prévient qu'ils ne peuvent pas passer d'autres vacances à essayer d'aider Cartman, affirmant que son chemin était impossible à changer. Randy porte un dernier toast à tous ceux qui traversent la pandémie, rejoint par le futur Timmy, qui parle clairement et n'a plus besoin de fauteuil roulant. Il n'a plus de trouble du déficit aigu de l'attention.
Puis pour finir et conclure l'épisode, un narrateur explique que « l'herbe ne peut pas résoudre tous vos problèmes, mais Tégrité le peut. »